# Intercambiador Ōzukōnan
El Intercambiador Ōzukōnan (大洲肱南インターチェンジ Ōzukōnan-intāchenji?) es un intercambiador que se encuentra en la Ciudad de Ōzu de la Prefectura de Ehime. Es el tercer intercambiador de la Ruta Ōzu desde el norte.

## Características
Es un intercambiador parcial que sólo permite acceder a la Ruta Ōzu en sentido hacia el Intercambiador Matsuyama de la Autovía de Matsuyama o descender viniendo de ella. 
Para dirigirse hacia la Ciudad de Uwajima se debe utilizar el Intercambiador Ōzukitatada de la Autovía de Matsuyama.

## Cruce importante
- Ruta Prefectural 44.

## Intercambiador anterior y posterior
- Ruta Ōzu.

Intercambiador Ōzutomisu << Intercambiador Ōzukōnan >> Intercambiador Ōzuminami